# 1e congresdistrict van Arizona
Het 1e congresdistrict van Arizona, vaak afgekort als AZ-1, is een kiesdistrict voor het Amerikaanse Huis van Afgevaardigden. Het grillig gevormde district omvat tegenwoordig het noordoosten van de staat, met uitsteeksels naar het noordwesten, zuidoosten en naar de zuidelijke voorsteden van Phoenix. Het beslaat Apache, Graham, Greenlee en Navajo County alsook delen van Coconino, Gila, Maricopa, Pima en Pinal County. Qua oppervlakte is het 1e district van Arizona het tiende van het land. Het district telt overigens het grootste aantal inheemse Amerikanen (Native Americans) van alle congresdistricten in de VS.
Het 1e district omvatte voor 2013 eveneens grote delen uit het noorden en oosten van de staat. Voor hertekening van de congresdistricten in 2003 bestond het alleen uit (delen van) Maricopa County, waar de hoofdstad en grootste stad van Arizona, Phoenix, ligt.
Sinds 3 januari 2017 vertegenwoordigt Democraat Tom O'Halleran het district in het Huis van Afgevaardigden. 